# Genting (Cepogo)
Genting is een bestuurslaag in het regentschap Boyolali van de provincie Midden-Java, Indonesië. Genting telt 2038 inwoners (volkstelling 2010).